# Kanton Dormans
Der Kanton Dormans war von 1790 bis 2015 ein französischer Kanton im Arrondissement Épernay, im Département Marne und in der Region Champagne-Ardenne. Der Hauptort war Dormans.
Der Kanton Dormans war 199,98 km² groß und hatte (2006) 9545 Einwohner, was einer Bevölkerungsdichte von 48 Einwohnern pro km² entsprach.

## Gemeinden
Der Kanton bestand aus 14 Gemeinden:
| Gemeinde        | Einwohner Jahr | Fläche km² | Bevölkerungsdichte | Code INSEE | Postleitzahl |
| --------------- | -------------- | ---------- | ------------------ | ---------- | ------------ |
| Boursault       | 457 (2013)     | –          | – Einw./km²        | 51076      | 51480        |
| Le Breuil       | 403 (2013)     | –          | – Einw./km²        | 51085      | 51210        |
| Champvoisy      | 265 (2013)     | –          | – Einw./km²        | 51121      | 51700        |
| Courthiézy      | 352 (2013)     | –          | – Einw./km²        | 51192      | 51700        |
| Dormans         | 2.886 (2013)   | –          | – Einw./km²        | 51217      | 51700        |
| Festigny        | 405 (2013)     | –          | – Einw./km²        | 51249      | 51700        |
| Igny-Comblizy   | 399 (2013)     | –          | – Einw./km²        | 51298      | 51700        |
| Leuvrigny       | 339 (2013)     | –          | – Einw./km²        | 51320      | 51700        |
| Mareuil-le-Port | 1.187 (2013)   | –          | – Einw./km²        | 51346      | 51700        |
| Nesle-le-Repons | 158 (2013)     | –          | – Einw./km²        | 51396      | 51700        |
| Œuilly          | 612 (2013)     | –          | – Einw./km²        | 51410      | 51480        |
| Troissy         | 863 (2013)     | –          | – Einw./km²        | 51585      | 51700        |
| Verneuil        | 837 (2013)     | –          | – Einw./km²        | 51609      | 51700        |
| Vincelles       | 343 (2013)     | –          | – Einw./km²        | 51644      | 51700        |

## Bevölkerungsentwicklung
| 1962 | 1968 | 1975 | 1982 | 1990 | 1999 | 2006 | 2012 |
| ---- | ---- | ---- | ---- | ---- | ---- | ---- | ---- |
| 8054 | 8654 | 8993 | 8962 | 9511 | 9487 | 9545 | 9501 |